# Chula Chom Klao Orden
Chula Chom Klao Ordenen (thai: เครื่องราชอิสริยาภรณ์ จุลจอมเกล้า [kʰrɯ̂a̯ŋ ra:.tɕʰá ì.sà.rí.já.pʰon tɕùla: tɕɔ:m klàw]) er en thailandsk orden. Den er landets fjerde fornemste orden.
Ordenen blev oprettet den 16. november 1873 af kong Rama V af kongeriget Siam (nu Thailand) for at fejre 90-års jubilæumet af Chakri-dynastiet, og bærer hans navn (จุลจอมเกล้า Chula Chom Klao). Den lyserøde farve afspejler tirsdagens fødselsdagfarve for King Rama V.